# Sexualidade humana feminina
A sexualidade humana feminina, também denominado sexualidade feminina, é um termo que abrange uma ampla gama de questões, sobre o género ou sexo feminino e os desejos e comportamentos sexuais, bem como os aspectos fisiológicos, psicológicos, sociais, culturais, espirituais, políticos e aspectos religiosos da sexualidade feminina. Vários aspectos da sexualidade feminina, como parte da sexualidade humana, também foram abordadas pelos princípios da ética, da moralidade e da teologia.

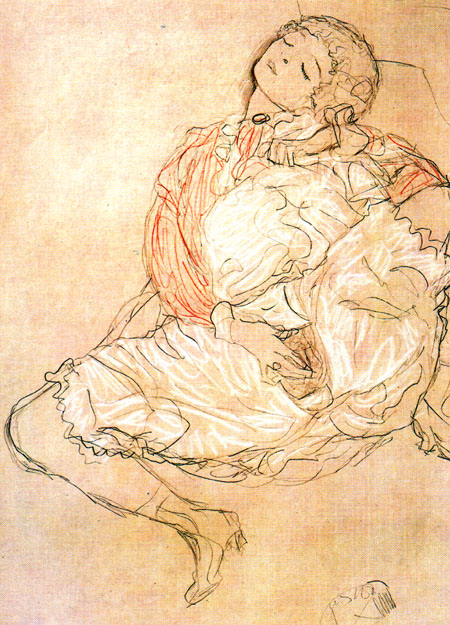
Masturbação de uma mulher por Gustav Klimt, desenho de 1913.

Na maioria das sociedades e nos ordenamentos jurídicos, há limites legais sobre quais comportamentos sexuais são permitidos. A sexualidade varia entre as culturas e regiões do mundo, e tem mudado continuamente ao longo da história, e isto aplica-se igualmente a sexualidade feminina. Aspectos da sexualidade feminina incluem questões relativas à gravidez, sexo biológico, imagem corporal, autoestima, personalidade, orientação sexual, valores e atitudes, os papéis de gênero, relacionamentos, opções de atividades e comunicação.

## Orgasmos múltiplos
As mulheres são capazes de experimentar orgasmos múltiplos que podem ser de série. "Vários" significa que eles são experimentados imediatamente um após o outro ou sequencialmente, embora sejam separados por alguns minutos ou segundos. Embora sejam raros, eles não são impossíveis; na verdade, eles são o último clímax que as mulheres podem atingir. Os especialistas acreditam que as mulheres são capazes de alcançar os orgasmos múltiplos devido ao fato de que elas não exigem qualquer tipo de período refratário como fazem os homens após o primeiro orgasmo. Teoricamente, se o estímulo não for interrompido, a maioria das mulheres devem ser capazes de atingir os múltiplos orgasmos. No entanto, como são raros, conseguir orgasmos múltiplos não é tão fácil como parece, dado que geralmente as mulheres alcançam o orgasmo com maior dificuldade que os homens.
A variedade de zonas erógenas que uma mulher tem em seu corpo e que podem ser estimuladas sexualmente são uma vantagem das mulheres. Para algumas mulheres, a área mais sensível do corpo é o ponto G, enquanto que para outras, é o clitóris. Se adequadamente estimulado, o ponto G pode provocar orgasmos muito fortes, alguns mais fortes do que os alcançados após a estimulação do clitóris. A existência do ponto G ainda é muito discutida por especialistas, como a sua localização e tamanho varia de mulher para mulher, e até parece ser inexistente em algumas mulheres.
Durante a relação sexual heterossexual, é comum que os homens param o processo de estimulação, em uma mulher (depois de experimentar o orgasmo e perder a ereção), e esta pode ser uma das razões pelas quais muitas mulheres realmente não conseguir mais do que um orgasmo. Entretanto, algumas mulheres não querem ser pressionadas para outro orgasmo, enquanto outras estão ansiosas por mais, e a estimulação pode ser esmagadora e dolorosa. Às vezes, os orgasmos múltiplos são acompanhados pela ejaculação feminina que não acontece nos homens. Há uma diferença importante entre os orgasmos múltiplos de homens e mulheres, que também é a razão pela qual os homens não conseguem ejacular quando experimentam o orgasmo múltiplo. A função biológica do orgasmo de uma mulher ainda não está completamente esclarecida, uma vez que não servem essencialmente à sobrevivência humana, como o do homem, cujo orgasmo inicia a criação de um novo ser. Algumas teorias, no entanto, sugerem que contrações musculares associadas com orgasmos femininos puxam o esperma da vagina para o colo do útero, onde ele se encontra em melhor posição para alcançar o óvulo.

## Zonas erógenas
As zonas erógenas da mulher são as áreas com terminações nervosas que aumentam a sensibilidade e seus resultados em resposta a estimulação sexual. O objetivo de explorar as áreas erógenas do sexo feminino é preparar a mulher para a relação sexual, aumentando o seu nível de alerta, a fim de apreciar o ato e, potencialmente, atingir um orgasmo. Entre os especialistas, é comum citar como as zonas erógenas mais marcantes do sexo feminino o ponto G e o clitóris. No entanto, zonas erógenas são diferentes de mulher para mulher e também é provável que a estimulação das zonas erógenas que algumas mulheres acham agradáveis e prazerosas pode ser impossível de suportar para outras.